# Futani
Futani község (comune) Olaszország Campania régiójában, Salerno megyében.

## Fekvése
Futani a Cilento Nemzeti Park déli részén fekszik a Monte Gelbison lábainál. Határai: Ceraso, Cuccaro Vetere, Montano Antilia, Novi Velia és San Mauro la Bruca.

## Története
Futani első említése 1270-ből származik, amikor közigazgatásilag Cuccaro Veteréhez tartozott. 1806-ig a Pignatelli di Monteleone nápolyi nemesi család birtoka volt. A feudalizmus felszámolásával a Nápolyi Királyságban önálló község lett. 
A település nevének eredetét illetően több elmélet is létezik:
- a fontani (jelentése források) szóból erede
- a görög futos szóból ered, amelynek jelentése erdő

## Népessége
A népesség számának alakulása:

## Főbb látnivalói
- a középkori Guglielmini-malom
- Santa Cecilia-kolostor